# Mulloidichthys
Mulloidichthys – rodzaj ryb z rodziny barwenowatych (Mullidae).

## Klasyfikacja
Gatunki zaliczane do tego rodzaju:
- Mulloidichthys ayliffe
- Mulloidichthys dentatus
- Mulloidichthys flavolineatus
- Mulloidichthys martinicus
- Mulloidichthys mimicus
- Mulloidichthys pfluegeri
- Mulloidichthys vanicolensis – barwena żółtopłetwa[3]

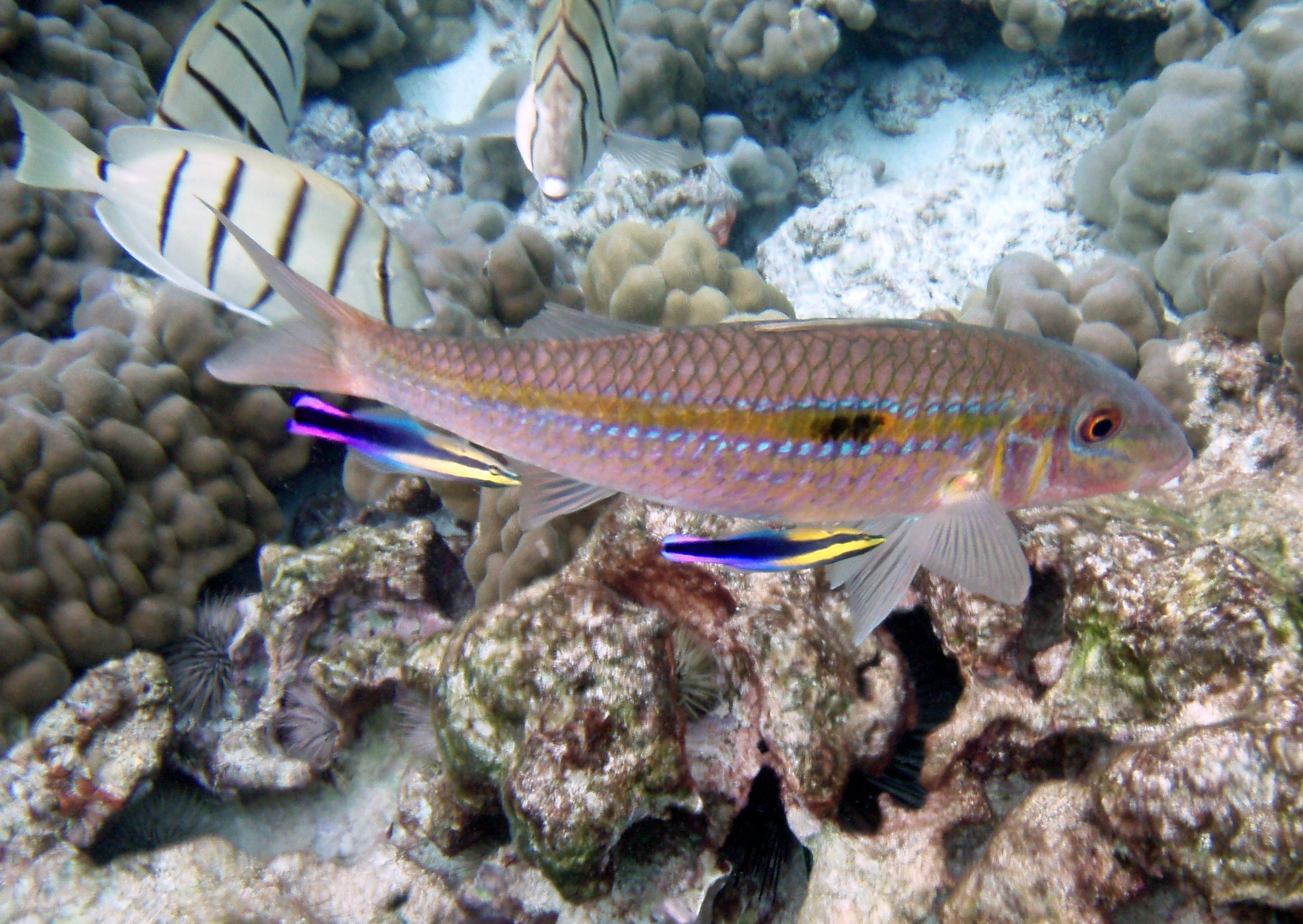
Mulloidichthys flavolineatus
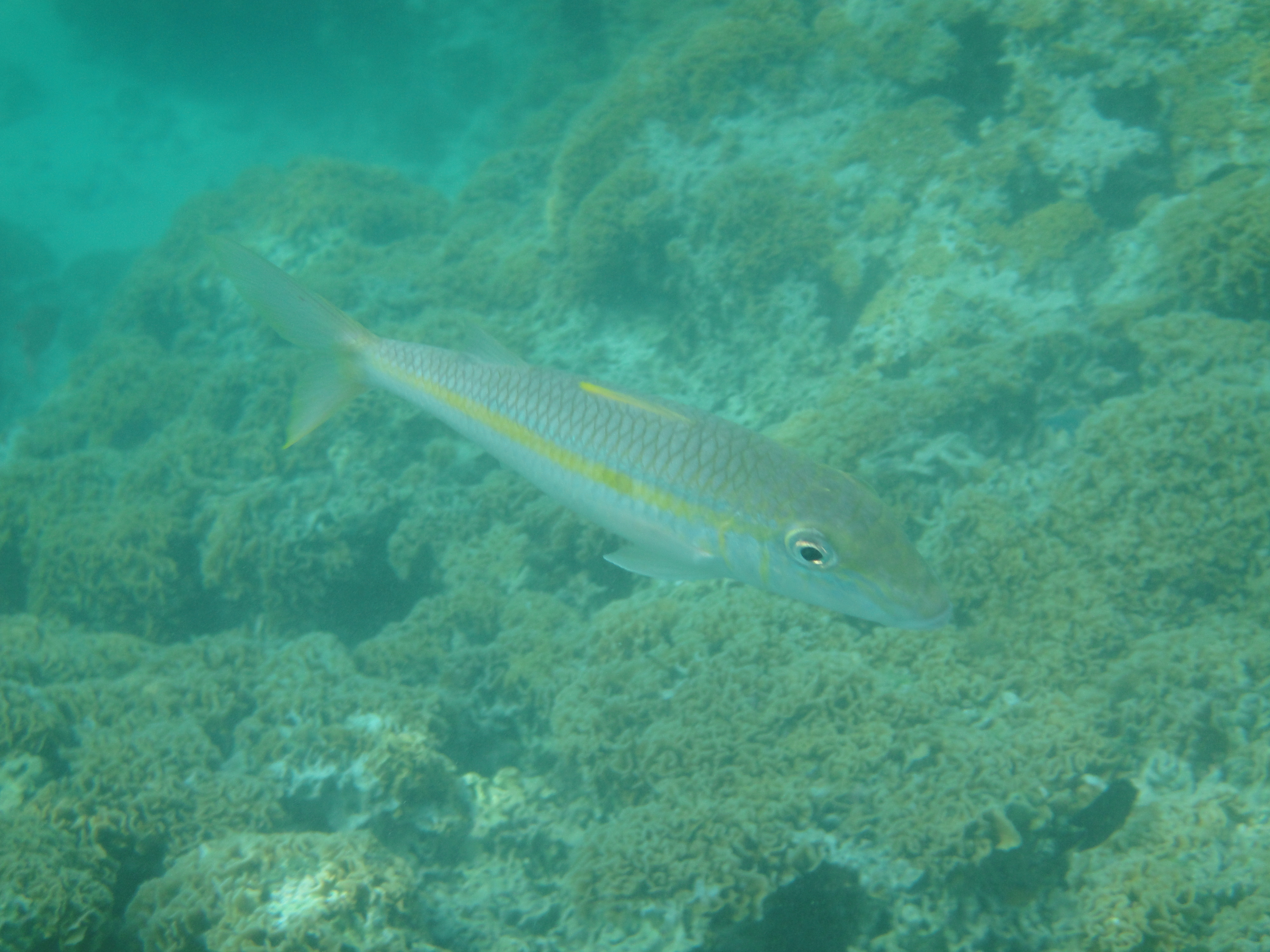
Mulloidichthys vanicolensis